# Fiat S.p.A.
Die Fiat S.p.A. (häufig als Fiat-Gruppe oder Fiat-Konzern bezeichnet) war ein italienisches Industrieunternehmen und der größte Automobilhersteller Italiens mit Hauptsitz in Turin. Das Akronym FIAT steht für Fabbrica Italiana Automobili Torino (deutsch „Italienische Automobilfabrik Turin“).
Zum Fiat-Konzern gehörten unter anderem die Automarken Fiat, Fiat Professional, Alfa Romeo, Lancia, Maserati, Chrysler, Ram Trucks, Dodge, Mopar und Jeep sowie Ferrari zu 90 Prozent.
Die Industriesparte wurde 2011 in das Schwesterunternehmen Fiat Industrial ausgegliedert, das später mit seiner Beteiligung CNH Global zur CNH Industrial fusionierte.
Im Oktober 2014 fusionierte die Fiat S.p.A. mit der US-amerikanischen Chrysler Group LLC zur Fiat Chrysler Automobiles N.V. (FCA).

## Konzernstruktur
Der Konzern Fiat S.p.A. bestand aus den zwei Bereichen Automobile und Components and Production Systems. Rund 30 Prozent an Fiat hielt die italienische Beteiligungsgesellschaft Exor über ihr Tochterunternehmen IFIL, eine Investmentgesellschaft.
Der Automobilbereich bestand aus der Fiat Group Automobiles S.p.A. mit den Marken Fiat, Lancia und Alfa Romeo sowie aus drei Tochtergesellschaften: Chrysler Group LLC (mit dem Marken Chrysler, Dodge, Jeep, Ram Trucks und SRT), Ferrari S.p.A. und Maserati S.p.A. Mit einem Umsatz von 25,6 Milliarden Euro (inklusive konzerninterne Doppelzählungen) trug dieser Bereich rund 43 Prozent am gesamten Konzernumsatz bei. Der Bereich Komponenten und Produktionssysteme umfasste die Tochtergesellschaften Fiat Powertrain Technologies, Magneti Marelli, Teksid und Comau. Er war 2006 – Umsatz damals 12,4 Milliarden Euro (inklusive konzerninterne Doppelzählungen) und einem Anteil von rund 21 Prozent – der zweitwichtigste Bereich des Fiat-Konzerns.
Die übrigen Aktivitäten des Fiat-Konzerns machten weniger als drei Prozent aus, unter diesen befand sich auch die im Verlagswesen tätige Tochtergesellschaft Itedi.

### Leitung
Am 20. April 2010 wurde John Elkann Aufsichtsratsvorsitzender des Fiat-Konzerns. Er ist Nachfolger von Luca Cordero di Montezemolo, der von Mai 2004 bis zum 20. April 2010 das Amt leitete. Dieser folgte auf den am 24. Mai 2004 verstorbenen Umberto Agnelli, der nach dem Tod seines Bruders, Giovanni Agnelli, seit Januar 2003 den Vorsitz innehatte.
Vorstandsvorsitzender des Konzerns war seit Juni 2004 CEO Sergio Marchionne. Dieser folgte auf Giuseppe Morchio, der nach Umberto Agnellis Tod auch den Anspruch auf den Aufsichtsratsvorsitz erhob. Nachdem für diese Position Luca Cordero di Montezemolo den Vorzug gegeben wurde, verließ Morchio die Konzernleitung. Vorstandsvorsitzender der Autosparte war seit Februar 2005 ebenfalls Sergio Marchionne. Dieser folgte auf Herbert Demel, der diese Position nach 15 Monaten aufgrund erheblicher Meinungsdifferenzen über die Sanierung der Autosparte verlassen musste.

## Geschichte

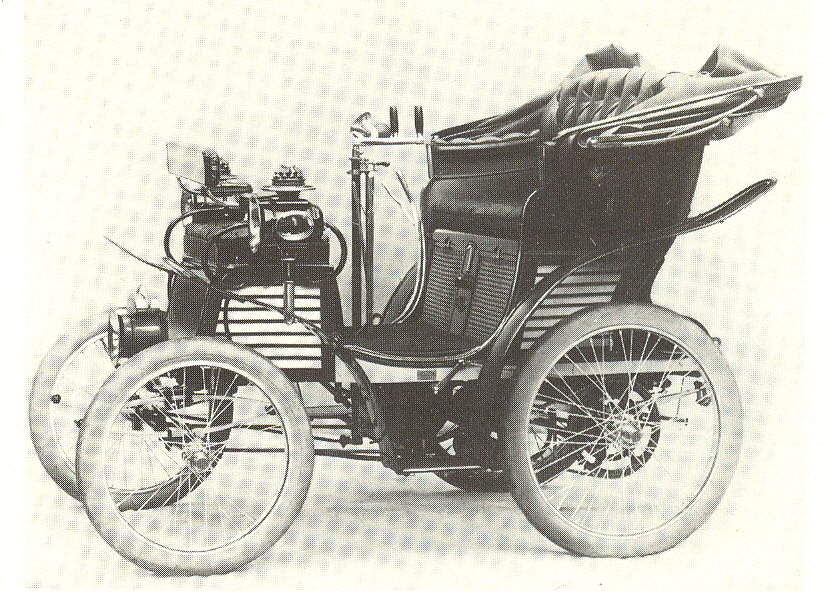
Fiat 3,5 HP von 1899

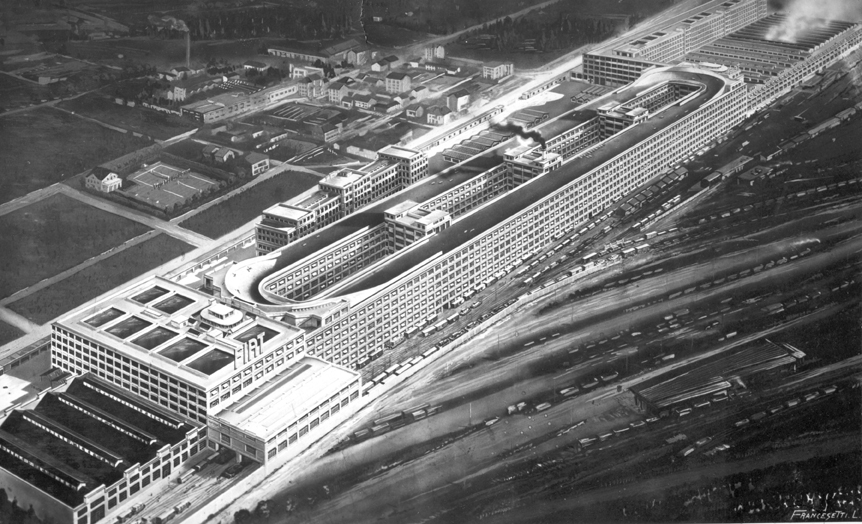
Das historische Fiat-Werk Lingotto (1928)

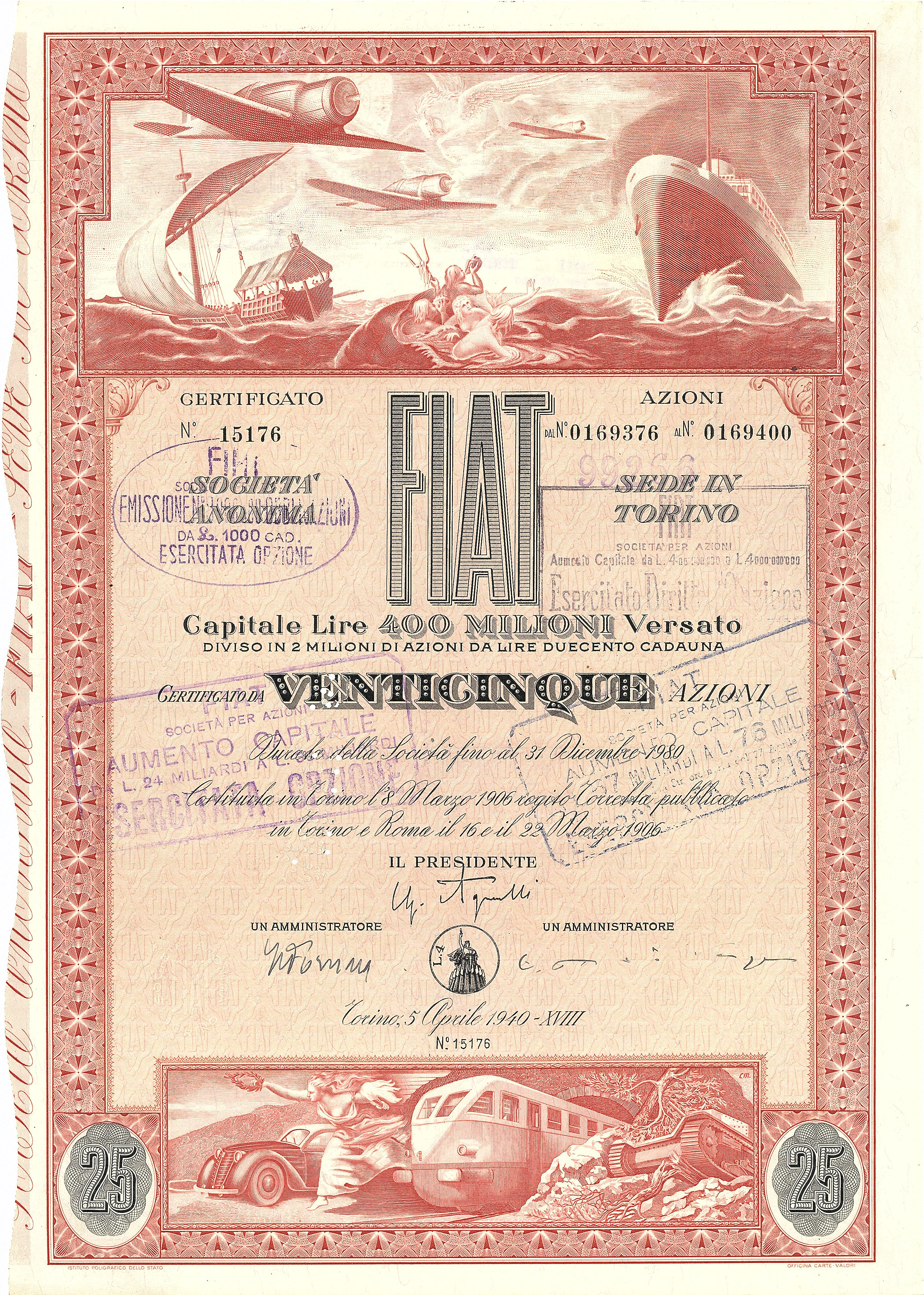
Sammelaktie der Fiat S.p.A. über 25 Aktien zu je 200 Lira, ausgestellt am 5. April 1940 in Turin, mit Unterschrift von Giovanni Agnelli als Präsident.
Darstellung der gesamten Produktionspalette von Fiat: Automobile, Flugzeuge, Schiffsmotoren, Lokomotiven, Panzer und Traktoren.

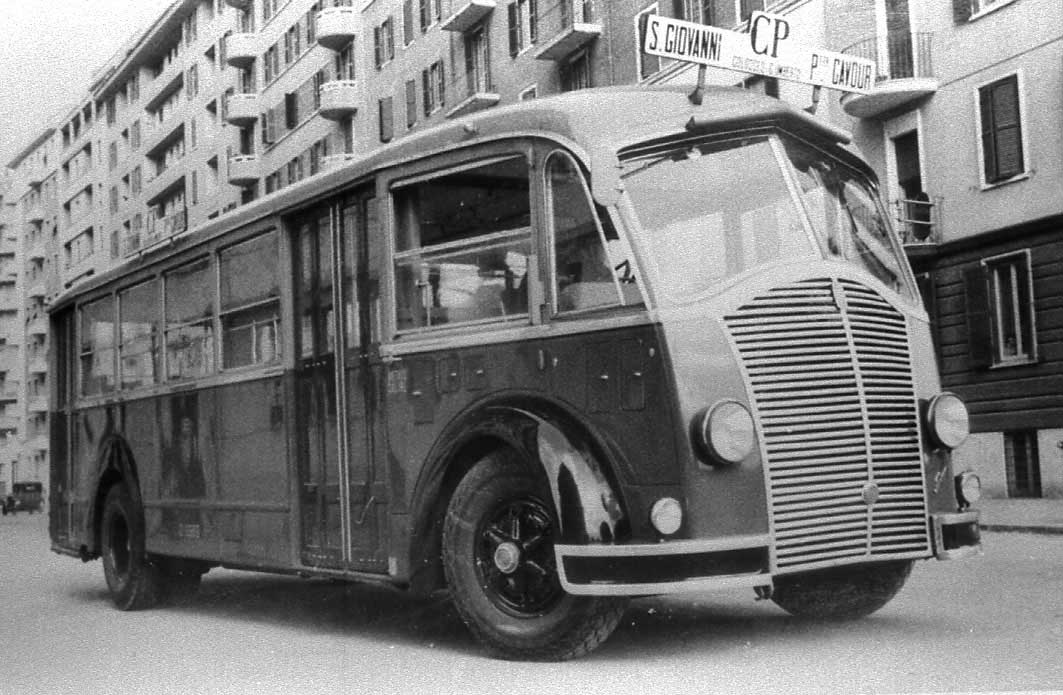
Fiat 656 von 1931 in Rom

Fahrzeugproduktion kurz nach dem Zweiten Weltkrieg

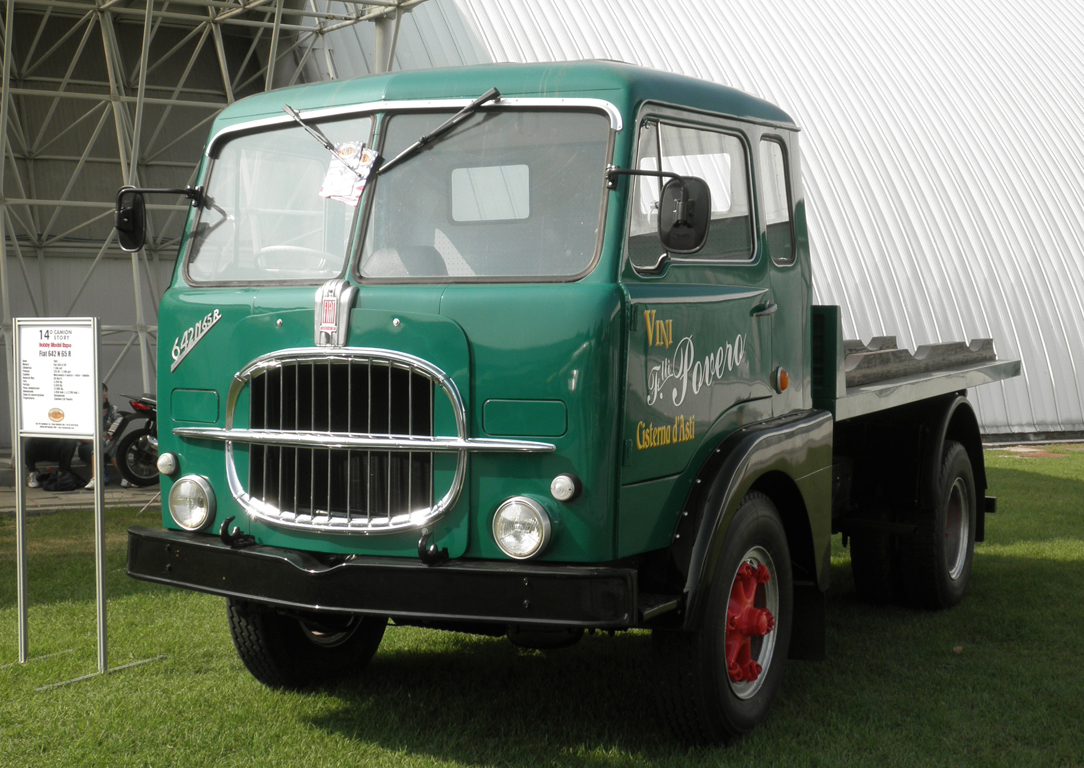
Fiat 642 von 1952

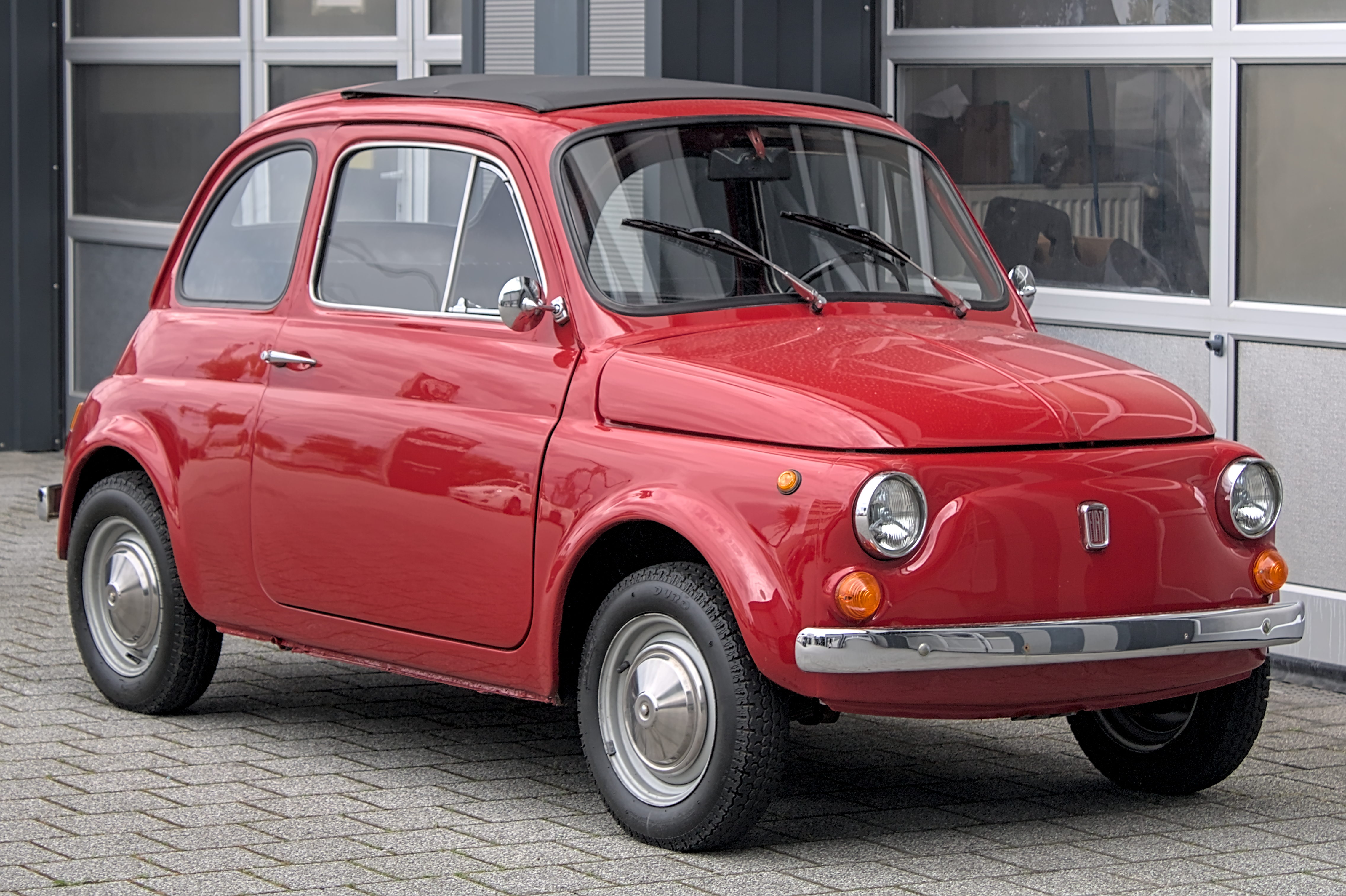
Fiat Nuova 500

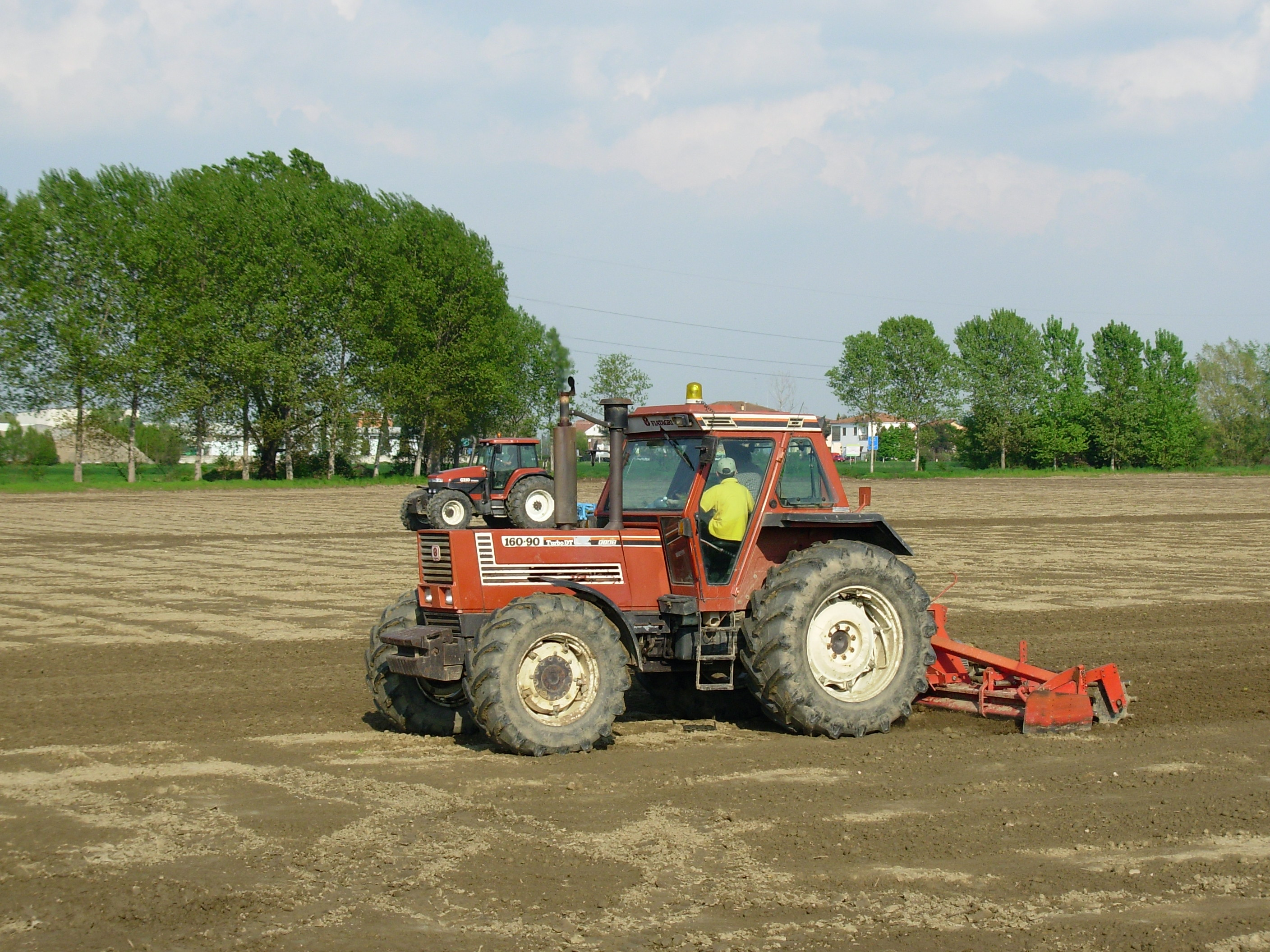
Fiat 160-90 Turbo DT

Gegründet wurde die Firma am 11. Juli 1899 von acht Gründungsmitgliedern, unter ihnen Giovanni Agnelli senior, der Großvater von Giovanni Agnelli. Das erste Modell war der Fiat 3,5 HP, von dem von 1899 bis 1900 zirka 20 Exemplare hergestellt wurden. Im Jahr 1900 wurde daraus der 6 HP abgeleitet, aus dem 1901 der 8 HP hervorging. 1903 kam der 12 HP auf den Markt. Im selben Jahr begannen nach den Exporten nach Frankreich und England auch die in die USA, und die Jahresproduktion betrug 134 Exemplare. 1905 übernahm Fiat die Ansaldi-Werke, gründete Fiat-Ansaldi, aus der schließlich die Brevetti-Fiat-Gesellschaft hervorging.
Von 1960 an entwickelte sich Fiat zu einem klassischen Mischkonzern, der neben Pkw industrielle Investitionsgüter wie Züge, Flugzeuge und Flugmotoren, Lkw und Landmaschinen, Schiffsmotoren und Kraftwerke baute. Früh wurde die Bedeutung von Dienstleistungen erkannt; das Unternehmen stieg in die Versicherungs- und Bankenbranche ein. Eine bis heute bekannte Entwicklung der Fiat Ferroviaria ist die Einführung der Neigetechnik bei Schienenfahrzeugen, die bis heute in vielen Zügen eingebaut wird, darunter im Pendolino, ICE-T und im ICE-TD.
Die Automobilfertigung wurde mit dem Erwerb weiterer Hersteller erweitert. Erst die kleine Marke Autobianchi, dann 1966 Ferrari. 1969 wurde von Italcementi der traditionsreiche Hersteller Lancia erworben. Diese Firma hatte zwar einige innovative Produkte im Portfolio, litt aber unter einer chronischen Unterkapitalisierung und den geringen Stückzahlen des Luxussegments. Bis Mitte der 1970er Jahre wurde Fiat neben VW zum größten Automobilkonzern in Europa. In dieser Zeit wurden gravierende Fehlentscheidungen in der Entwicklung neuer Fahrzeugmodelle getroffen. Schon der 132 konnte den 125 nicht ersetzen, noch weniger der 131 Mirafiori den 124. Der Ritmo erreichte in Konkurrenz zum VW Golf nicht den Erfolg des 128. Der Uno war dann wieder sehr erfolgreich, seine Ablösung durch das Nachfolgemodell Punto erfolgte dann doch spät.
Ab den 1980er Jahren geriet der Konzern in Turbulenzen. Nötige Investitionen im Pkw-Bereich wurden in den Nutzfahrzeugbereich verlagert. Die verbliebene Angebotspalette bei den Pkw blieb hinter den Erwartungen zurück. So wurde in dieser Zeit einerseits aus der Landmaschinengruppe FiatAgri CNH Global mit den Übernahmen von Ford Traktoren und Case-Steyr aufgebaut, andererseits wurden große Investitionen bei Iveco getätigt. Der Marktanteil in Europa sank in den 1990er Jahren kontinuierlich und erreichte zu Beginn des neuen Jahrtausends kritische Werte. Kritiker sahen die Hauptschuld bei Giovanni Agnelli, dem 2003 verschiedenen Fiat-Vorstandsvorsitzenden. Analysten sind sich darüber einig, dass der Enkel des Fiat-Gründers durch verfehlte Managementpolitik das Unternehmen schwer beschädigt habe. Umberto Agnelli leitete ein umfassendes Restrukturierungsprogramm ein, um die Fiat-Gruppe zu retten. Die Familie Agnelli unterstützte das Hilfsprogramm ihrerseits mit einer Finanzspritze von 750 Mio. Euro. Gerade als die umfassenden Strukturierungsmaßnahmen zu greifen begannen – Fiat brachte neue vielversprechende Modelle wie den Minivan „Idea“ mit höheren Qualitätsansprüchen auf den Weg – verstarb am 27. Mai 2004 mit Umberto Agnelli der letzte Enkel des Firmengründers.
Fiat Ferroviaria übernahm 1995 das Schienenfahrzeuggeschäft der SIG. Im Jahr 2000 wurde der Bereich Schienenfahrzeuge des Fiat-Konzerns an Alstom verkauft.
Am 14. Februar 2005 einigte sich Fiat mit dem amerikanischen Konzern General Motors, gegen eine Zahlung von 1,55 Milliarden Euro auf seine Put-Option zu verzichten. Mit dieser hätte Fiat GM dazu verpflichten können, seine Autosparte, an der die Amerikaner bereits zu zehn Prozent beteiligt waren, aufgrund einer Übereinkunft aus dem Jahr 2000 vollständig zu übernehmen. Darüber hinaus veräußerte GM seinen verbleibenden Anteil von zehn Prozent. Damit war Fiat wieder komplett in italienischer Hand.
Nach der Auflösung der zunehmend beengenden Allianz mit General Motors wurden mehrere neue produktspezifische industrielle Kooperationen eingeleitet – unter anderem mit PSA, Ford und Tata Motors.
Für das Schlussquartal 2005 konnte die Personenwagentochter Fiat Auto erstmals seit viereinviertel Jahren wieder einen Betriebsgewinn verbuchen. Auch der Absatz der neuen Modelle entwickelte sich vielversprechend. So war der Grande Punto im ersten Quartal 2006 der meistverkaufte Pkw Europas. Außerdem erhielt Fiat für den Sedici 7000 Vorbestellungen innerhalb der ersten zehn Tage, somit verkaufte Fiat auf einen Schlag zwei Drittel der vorgesehenen 10.000 Einheiten bis Ende 2006. Für den neuen Fiat Bravo (Typ 198) waren 70.000 Einheiten bis Ende Februar 2008 zum Verkauf geplant, im August 2007 wurden jedoch schon über 80.000 verkauft. 2006 eröffnete Fiat seine neue Marken- und Erlebniswelt Mirafiori Motor Village.
Der Fiat 500 sollte am 15. September 2007 erscheinen, dieses Datum wurde auf den 4. Juli 2007 vorgezogen, also exakt auf den 50. Jahrestag der Vorstellung des Nuova 500. Wie schon 1957 wurde das erste Exemplar dem Staatspräsidenten präsentiert. Der neue Fiat 500 übertraf jegliche Erwartungen, was das Bestellaufkommen betrifft. Experten deuteten dies als „Zeichen eines Turnarounds“ und als „geglückte Sanierung“. Mittlerweile wurde eine zweite Produktionslinie in Mexiko eröffnet, um den nordamerikanischen Markt zu bedienen.
Im August 2007 übernahm Fiat den finanziell angeschlagenen Kunststoffteile-Hersteller Ergom.
Die Regierung Serbiens und Vertreter des italienischen Automobilkonzerns Fiat unterzeichneten am 29. September 2008 einen Joint-Venture-Vertrag, durch den Fiat 67 Prozent des Zastava-Werks in Kragujevac übernahm. In die Modernisierung von Zastava sollten fast 1 Mrd. Euro investiert werden. Nach den Plänen von Fiat sollte die Produktion des Fiat Punto/Zastava 10 bzw. Punto 188 unter der neuen Bezeichnung für das Jahr 2009 auf 15.000 Fahrzeuge gesteigert werden. Für die Zeit nach 2009 existierten Pläne, im Zastava-Werk die Produktion oder zumindest Teilproduktion des neuen Fiat Topolino (ähnlich dem neuen Ford Ka, nicht zu verwechseln mit dem Fiat 500) zu beginnen.
Die Fiat Group gab am 20. Januar 2009 bekannt, sich zunächst mit 35 Prozent an der Chrysler Group beteiligen zu wollen. Es sollte eine gemeinsame Allianz gegründet werden. Am 30. April 2009 wurde der Einstieg mit zunächst 20 % bekanntgegeben.

### Geschäftsbereiche, die in Konzerntöchtern der Fiat Industrial aufgingen
- Fiatagri zu CNH Global
- Fiat Veicoli Industriali S.p.A. zu IVECO

### Ehemalige Geschäftsbereiche

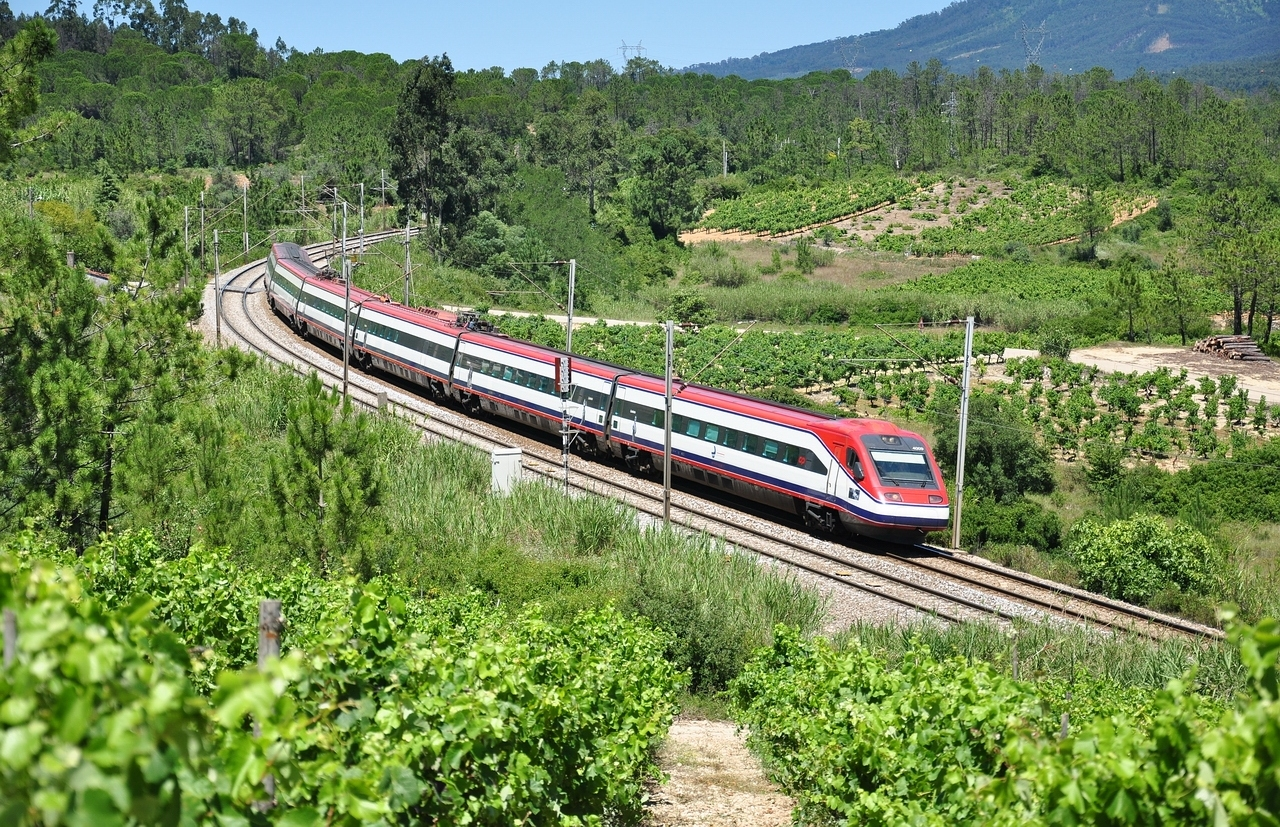
CP-Baureihe 4000 der (mittlerweile verkauften) Sparte Fiat Ferroviaria, für die portugiesische Staatsbahn

- Fiat Ferroviaria, Schienenfahrzeuge (seit 2000 mehrheitlich Alstom, seit 2002 zu 100 %)
- Avio (zuvor Fiat TTG, Fiat Avio), Flugzeuge, Flugmotoren, Gasturbinen und Pumpen
- SIGEN und SOPREN, Kraftwerke

## Gegenwart
Am 21. April 2010 gab Fiat S.p.A. bekannt, den Konzern aufspalten zu wollen. Nachdem die Aktionäre der Spaltung in der Hauptversammlung am 16. September 2010 zugestimmt hatten, wurde die Spaltung am 1. Januar 2011 rechtlich vollzogen. Große Teile des Konzerns wurden in die Fiat Industrial S.p.A. überführt, im Wesentlichen die Bereiche Lastkraftwagen, Antriebstechnik, landwirtschaftliche Geräte und Baumaschinen. Das Geschäft mit Kraftfahrzeugen und Komponenten (Fiat Group Automobiles, Maserati, Ferrari, Magneti Marelli, Teksid, Comau und FPT Powertrain Technologies) wurde in der neuen Fiat S.p.A. gebündelt. Alfa Romeo wurde dabei als eigenständiger Konzern (Automobilhersteller) bekannt gegeben. Die Aktien der aufgelösten Fiat S.p.A. wurden zum 1. Januar 2010 im Verhältnis 1:1 in Aktien der Fiat Industrial S.p.A umgetauscht. Fiat und Fiat Industrial wurden danach separat an der Mailänder Börse gehandelt. Ziel der Zerschlagung von Fiat S.p.A. war gemäß dem CEO Sergio Marchionne, der Autosparte Fiat mehr Freiheit zu geben.
2012 wurde bekannt, dass Fiat zusammen mit Chrysler im Januar seinen Absatz in Europa auf insgesamt 6,9 % Marktanteil steigern konnte. Davon sind nahezu alle Märkte betroffen, in Europa betrug der Anstieg 4,2 %.

## Marken und Tochtergesellschaften im Fiat-Konzern

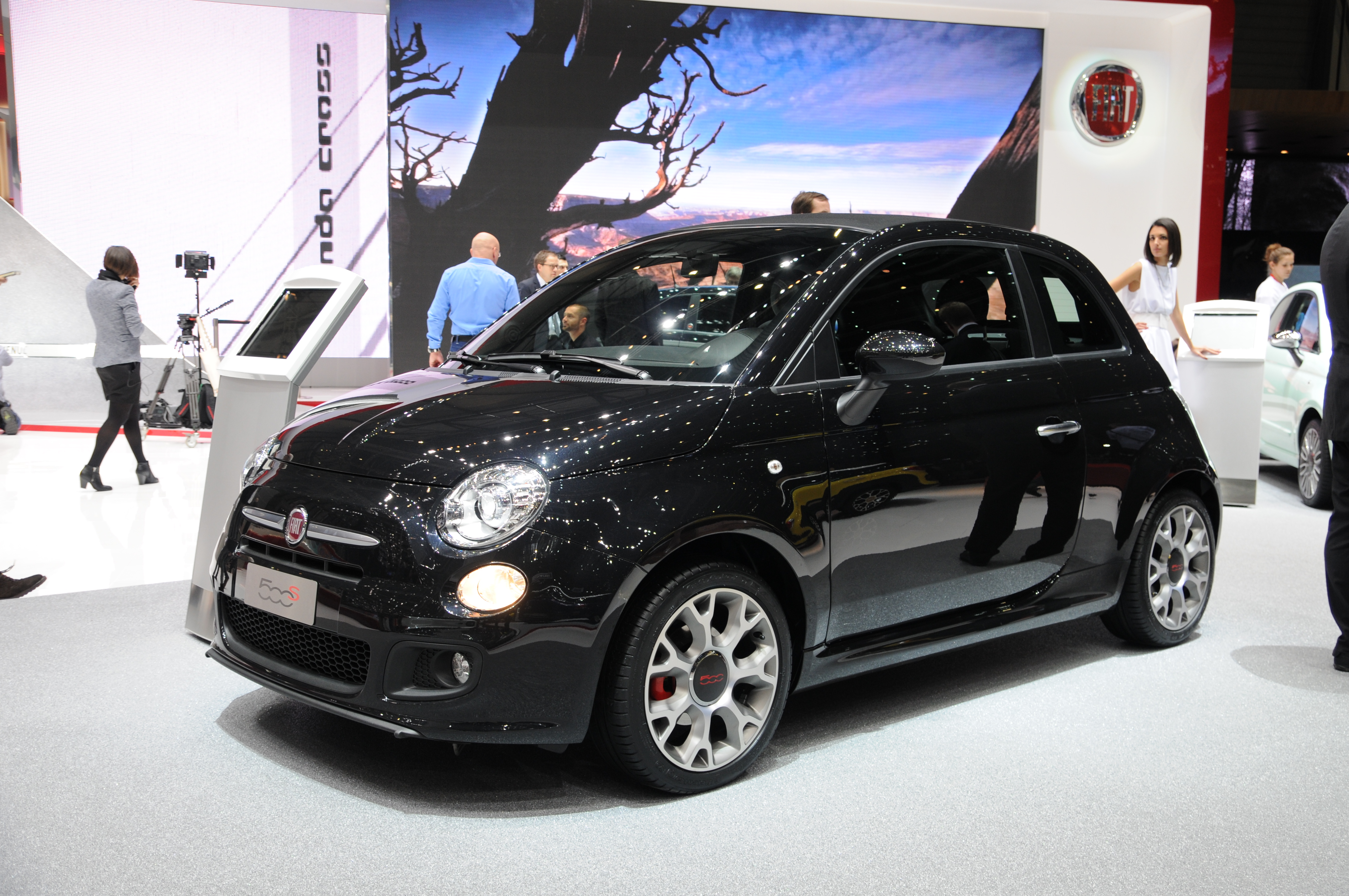
Fiat 500

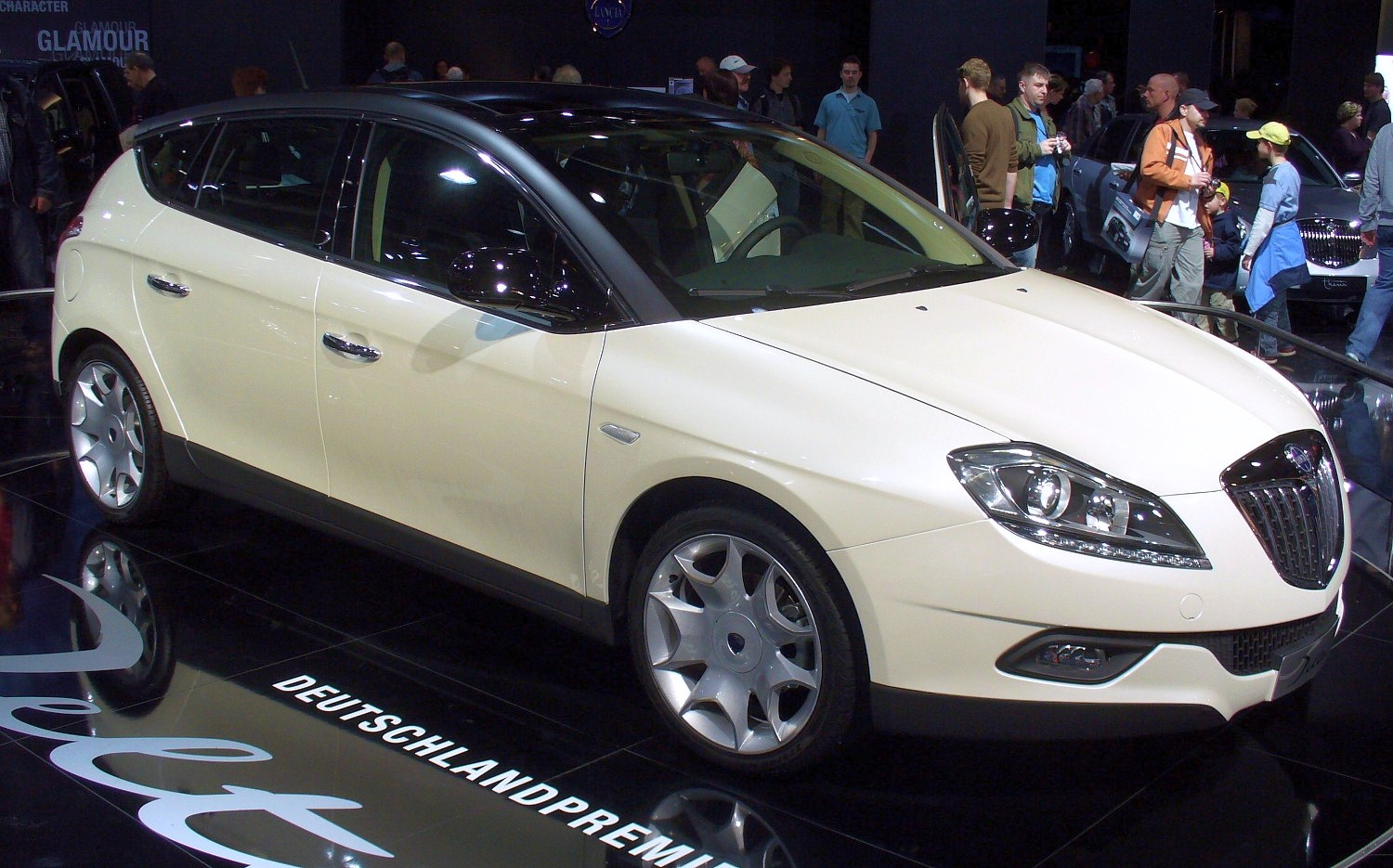
Lancia Delta

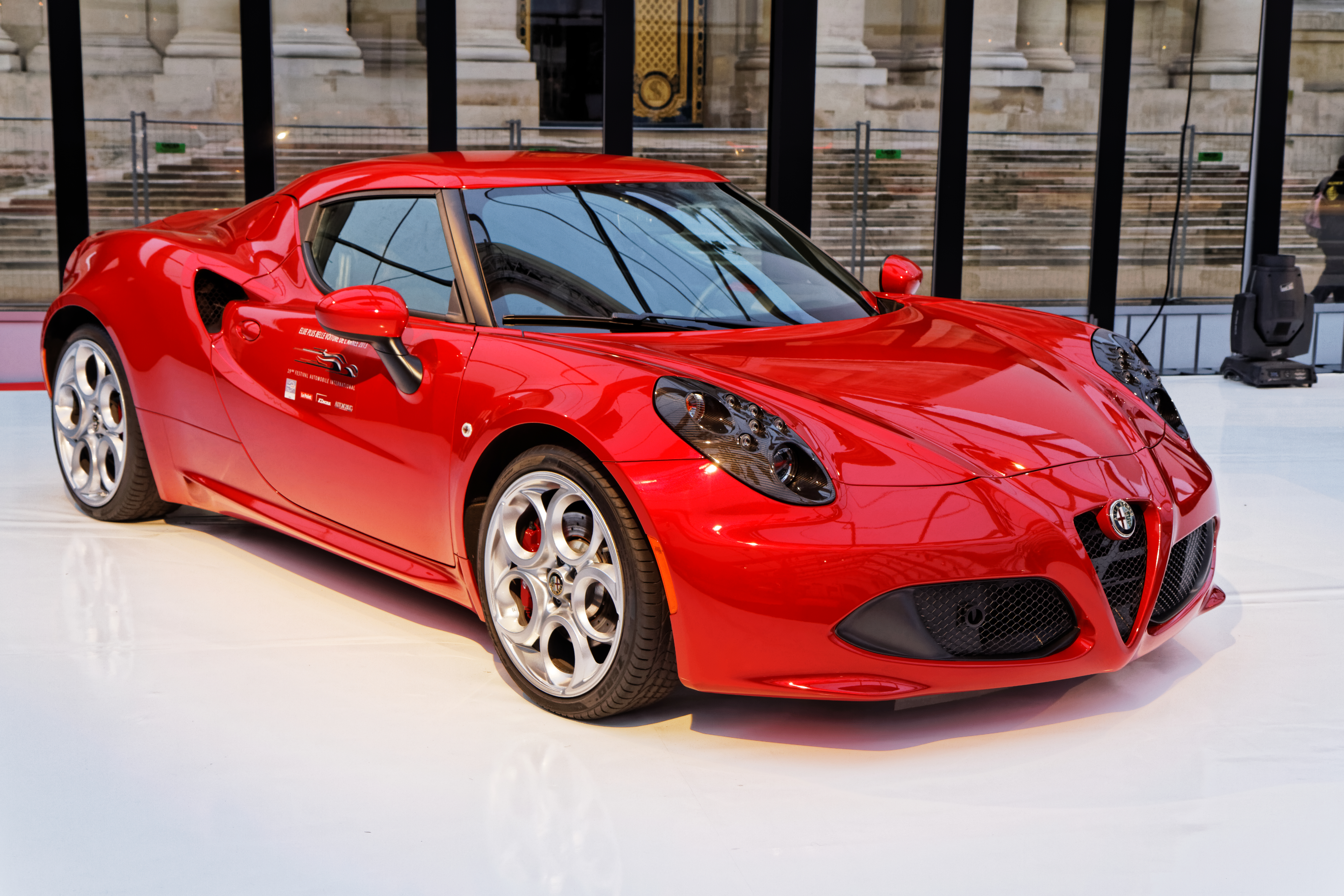
Alfa Romeo 4C

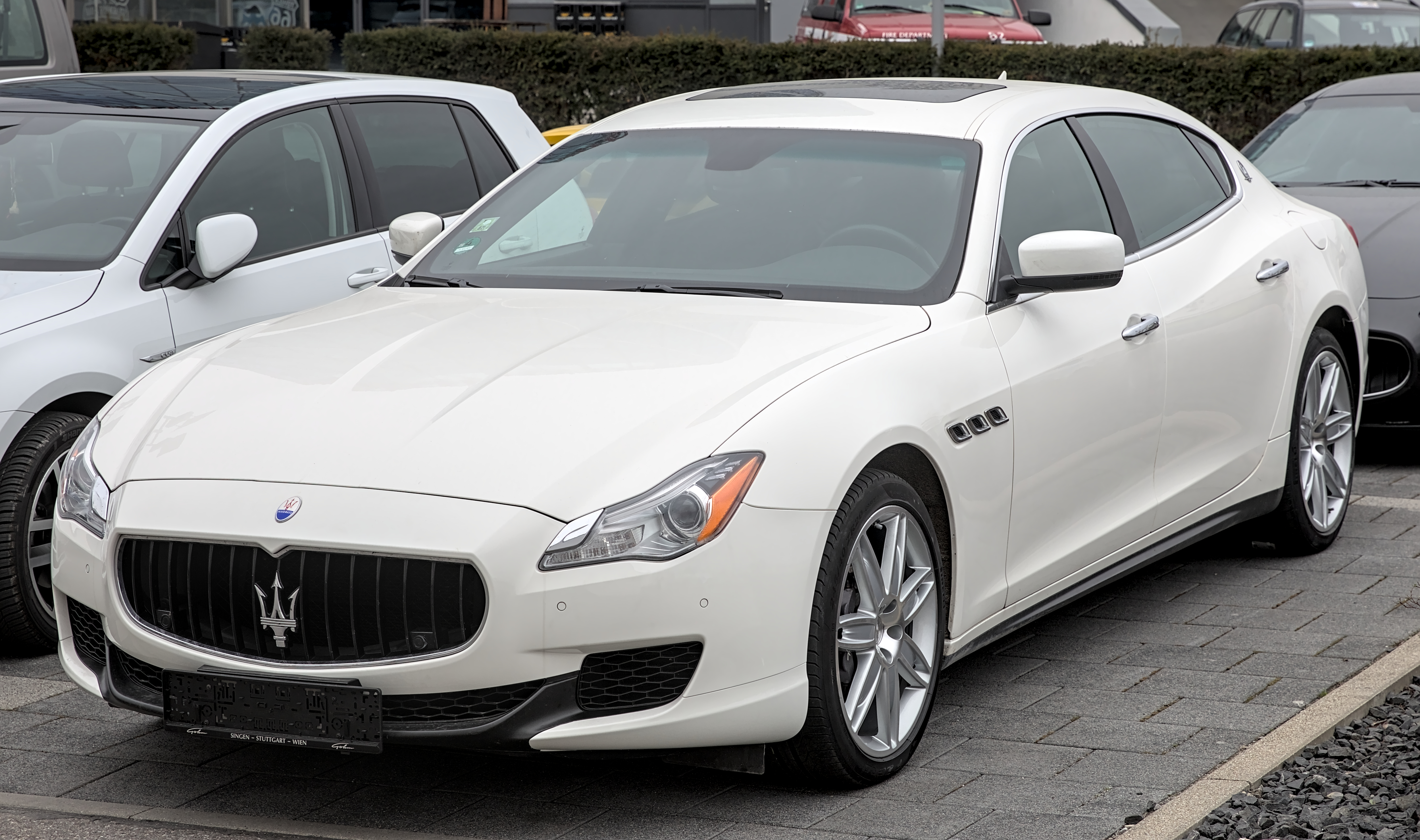
Maserati Quattroporte VI

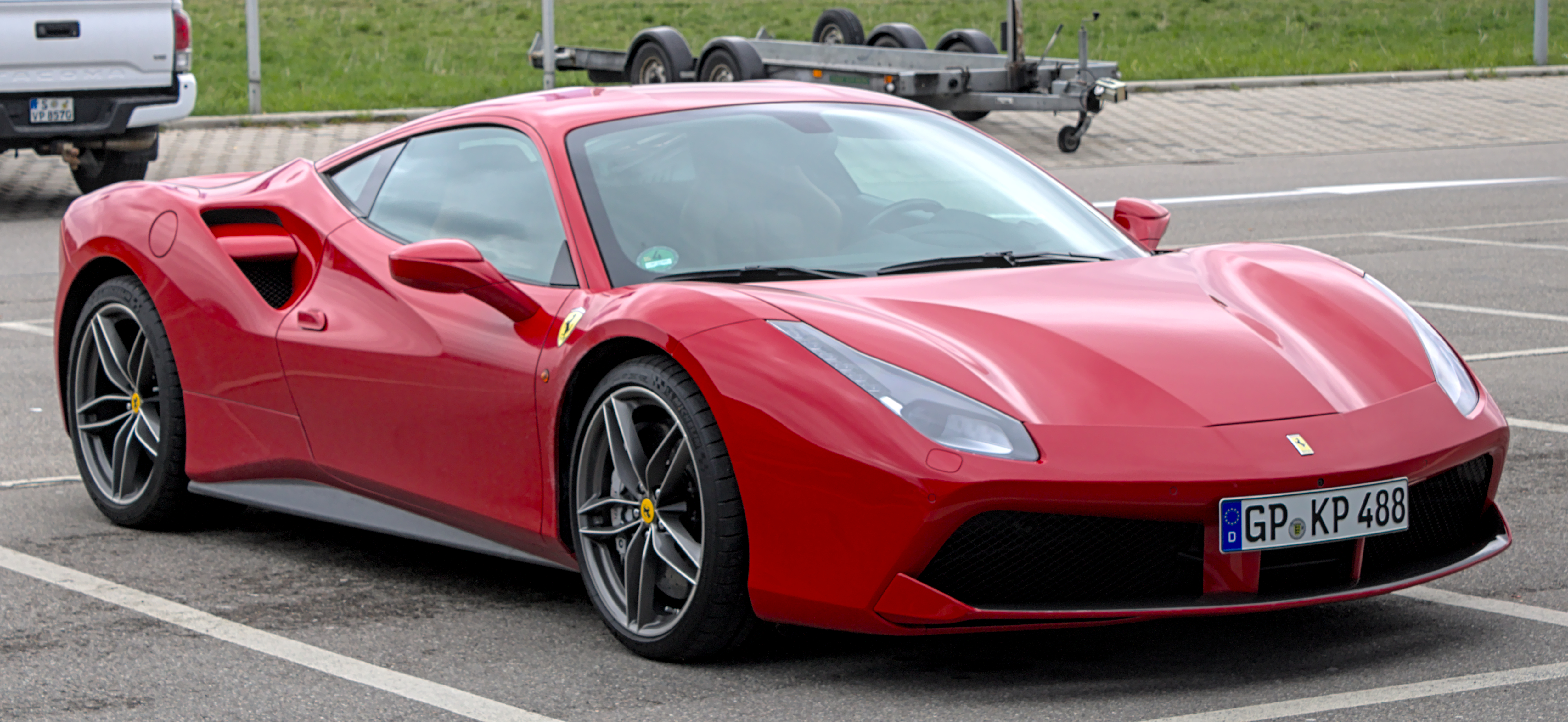
Ferrari 488 GTB

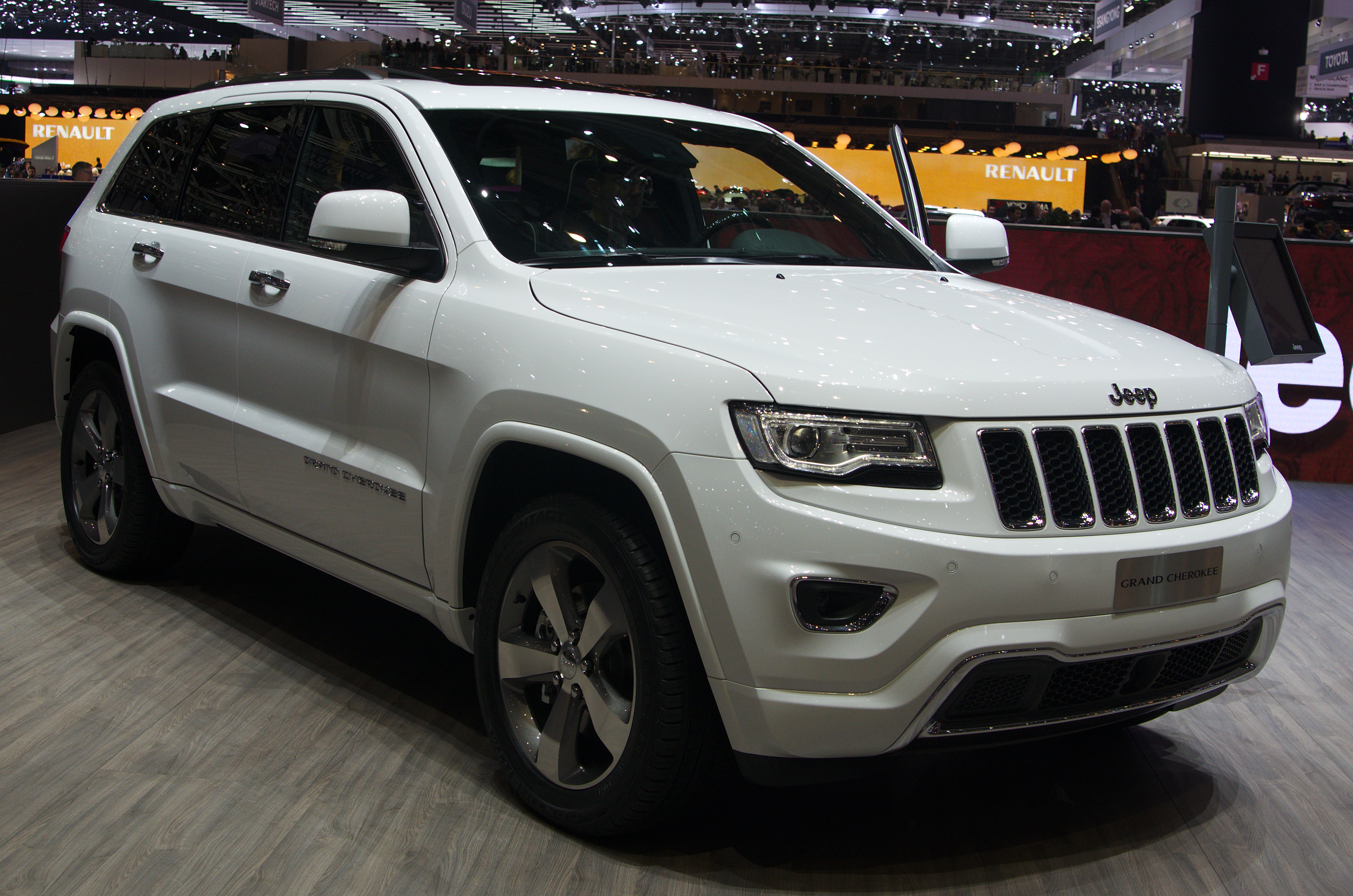
Jeep Grand Cherokee

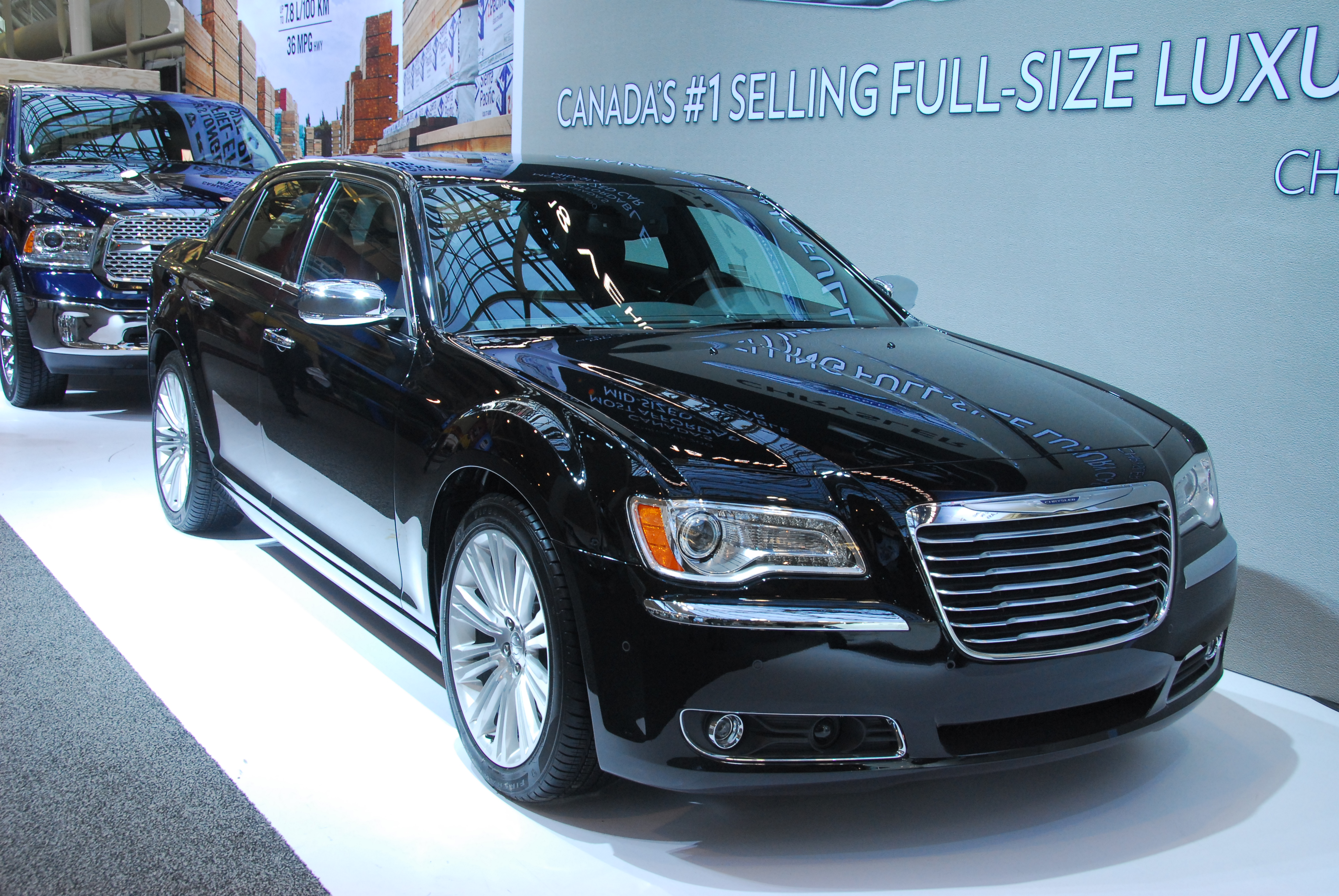
Chrysler 300

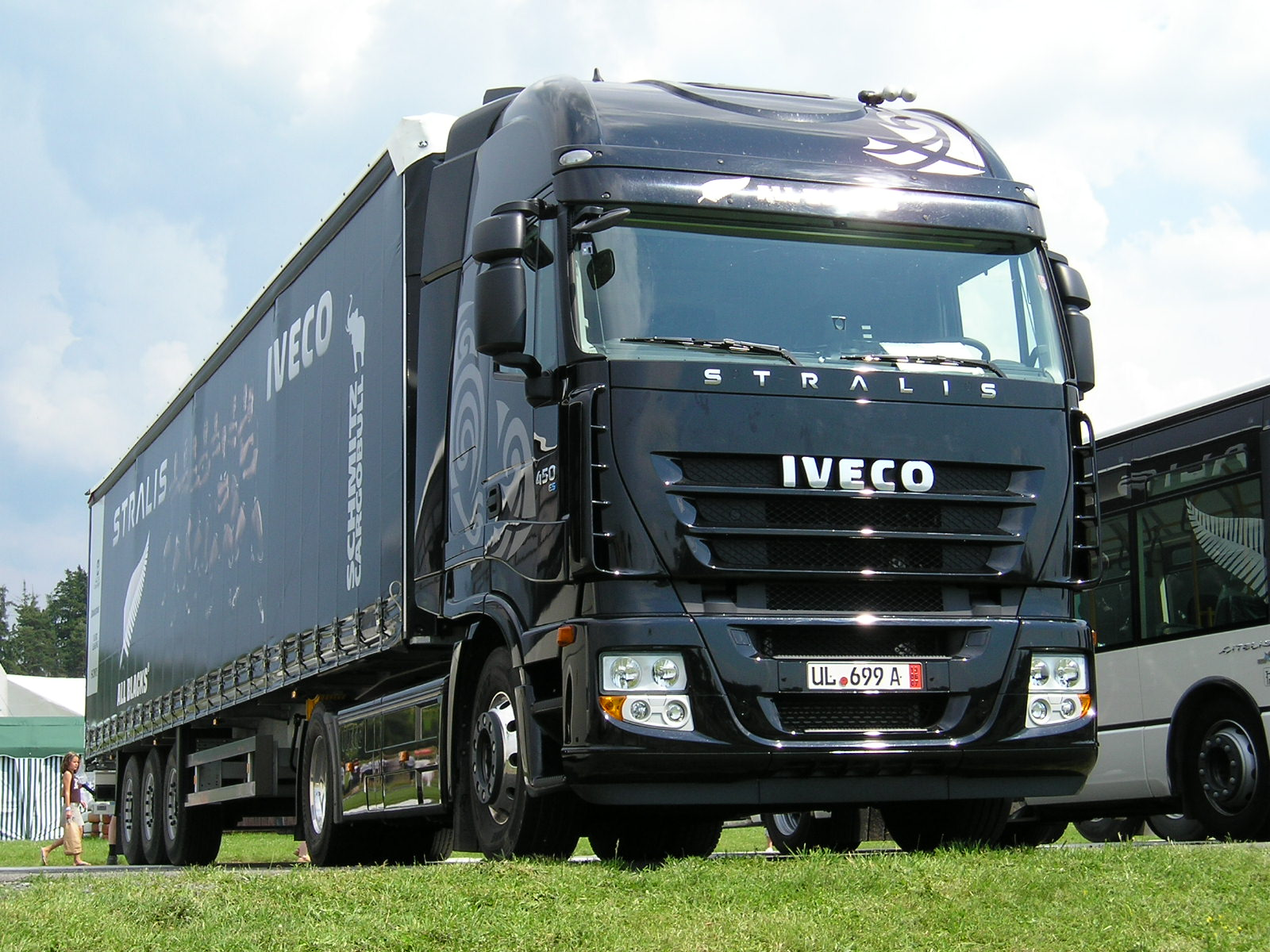
Stralis von Iveco

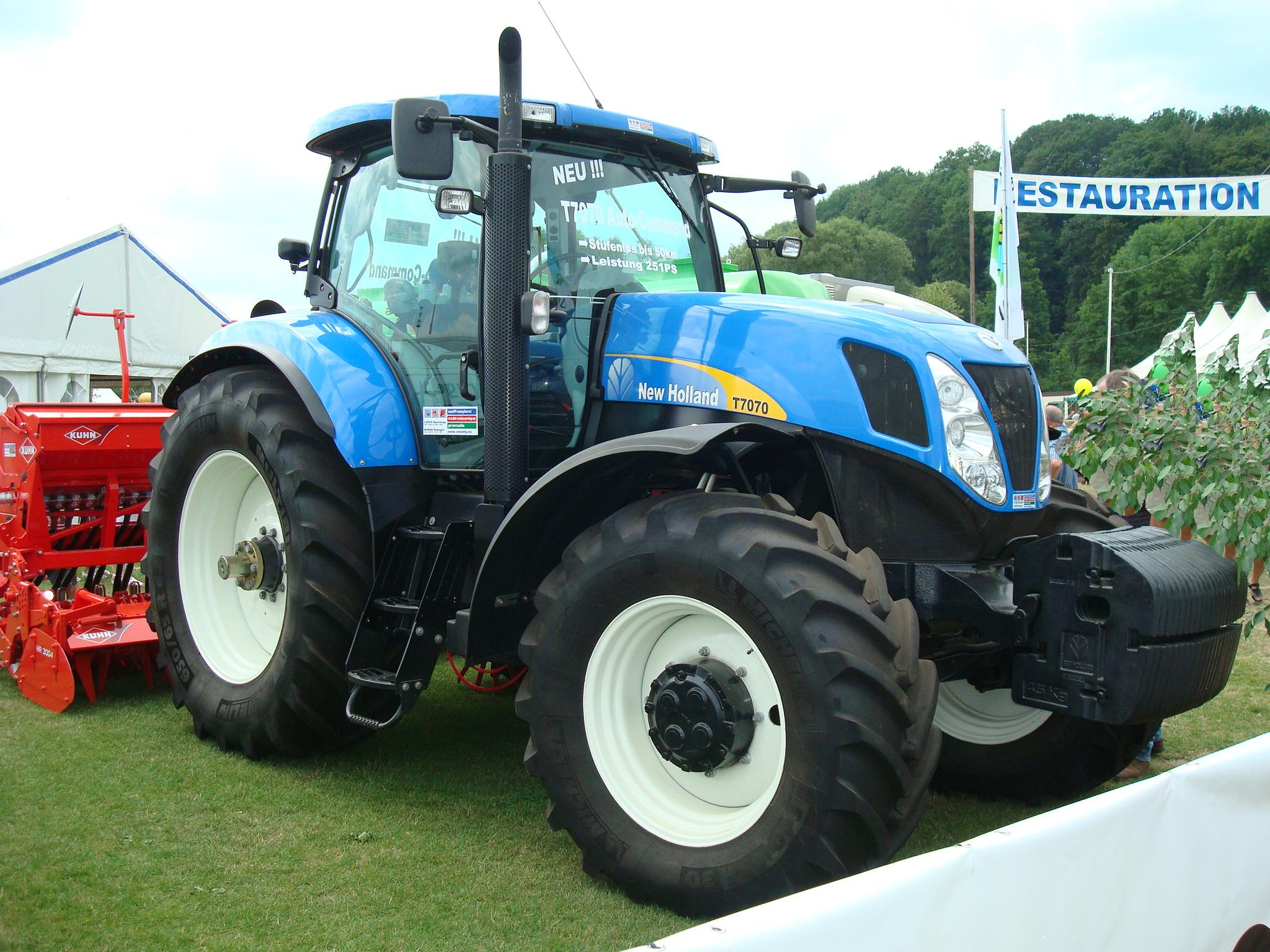
Traktor des Nutzfahrzeugherstellers CNH Industrial

### Zuletzt verwendete Marken

#### Pkw
- Fiat
- Alfa Romeo
- Lancia
- Abarth S.p.A. & Co (selbständiges Unternehmen, zu 100 % im Besitz von Fiat)
- Maserati S.p.A. (selbständiges Unternehmen, zu 100 % im Besitz von Fiat)
- Chrysler Group LLC (selbständiges Unternehmen, zuletzt zu 100 % im Besitz von Fiat) mit den Marken:[5][7]
  - Chrysler
  - Jeep
  - Dodge
  - Ram
  - SRT
  - Mopar

#### Nutzfahrzeuge
- Fiat Professional (Fiat Nutzfahrzeuge bis zur Größe von Kleintransportern)

#### Markennutzung in verschiedenen Märkten
Genau wie General Motors bot auch Fiat seine Modelle je nach Markt unter unterschiedlichen Marken an. So wurden ab 2011/2012 Chrysler (Grand Voyager, 300, 200) in Europa als Lancia (Voyager, Thema, Flavia) vermarktet, umgekehrt wurden Lancia-Modelle schon als Chrysler auf Messen ausgestellt (z. B. Chrysler Delta). Chrysler war seitdem in Europa nur noch auf den Britischen Inseln vertreten, seit 2017 ist auch dies Geschichte.
Für Fiat Professional und Ram wurde eine vergleichbare Strategie verwirklicht.

### Ehemalige Marken
- Autobianchi (in Italien als Marke bis 1995 verwendet)
- Dino (für 6-Zylinder-Mittelmotor-Sportwagen eingeführte Marke von Ferrari; 1967–1980)
- Innocenti (Anfang der 1990er Jahre wurden die letzten Fahrzeuge unter dieser Marke vertrieben)
- Società Ligure Piemontese Automobili [SPA] (1925 übernommen und 1949 endgültig integriert)
- Società Officine Meccaniche e Fonderie Michele Ansaldi (1906 als Fiat-Brevetti übernommen und 1909 integriert)
- Iveco (2011 zu Fiat Industrial abgespalten)
- Fiat Agri, New Holland, Case IH (2011 zu Fiat Industrial abgespalten)

### Abkommen zur Lizenz-Produktion von Fiat-Pkw
- Arab American Vehicles, Ägypten (1982–1984)
- AwtoWAS, UdSSR, Russland (seit 1966)
- El-Mashreq Company, Ägypten (seit 1982)
- El Nasr Automotive Manufacturing Company, Ägypten (1960–2008)
- FSM (Fabryka Samochodów Małolitrażowych), Polen (Polski Fiat 1932–1992, ab 1992 Fiat Auto Poland)[11]
- Holland Car plc, Äthiopien (von 2005 bis 2013 oder 2014)
- Mekong Auto Corporation, Vietnam (seit 1995)
- NSU, Deutschland, (NSU-Fiat 1931–1973)[11]
- Premier, Indien (1950–1972)
- Pyeonghwa Motors, Nord- und Südkorea (seit 2002)
- Seat, Spanien (Fiat-Werk ab 1931, Lizenz-Produktion als Seat 1950–1984)[11]
- Sevel Argentina, Argentinien (1980–1995)
- Sevel Uruguay, Uruguay (seit 1992)
- Simca, Frankreich (SAFAF, Simca-Fiat, 1926–1958)[11]
- Società Europea Veicoli Leggeri Sevel, Italien (seit 1978)
- Société Européenne de Véhicules Légers, Frankreich (seit 1994)
- Société Marocaine de Construction Automobile, Marokko (1962–2003)
- Steyr Daimler Puch, Österreich (Steyr-Fiat und Steyr-Puch 1948–1961)[11]
- Tofaş (Türk Otomobil Fabrikası AŞ), Türkei (ab 1966)
- Trucks and Bus Company, Libyen (seit 1976; Iveco)
- Walter, Tschechoslowakei (1929–1937)
- Zastava, Serbien, (vorher Yugo, Jugoslawien; Fabrik seit 2008 zu 67 % im Besitz von Fiat)[12]

### Produktionswerke
2009 bestanden Produktionswerke in Europa mit folgenden Kapazitäten (bei Drei-Schicht-Betrieb an 280 Tagen/Jahr) und Auslastung.
- Latium (Cassino), 440.000 Fahrzeuge/Jahr, Auslastung 24 %
- Basilicata (Melfi), 430.000 Fahrzeuge/Jahr, Auslastung 65 %
- Neapel (Pomigliano), 290.000 Fahrzeuge/Jahr, Auslastung 14 %
- Turin (Mirafiori), 280.000 Fahrzeuge/Jahr, Auslastung 64 %
- Sizilien (Termini Imerese), 140.000 Fahrzeuge/Jahr, Auslastung 36 %
- Abruzzen (Sevel), 350.000 Fahrzeuge/Jahr, Auslastung 33 %
- Polen (Tychy), 640.000 Fahrzeuge/Jahr, Auslastung 93 %
- Türkei (Bursa), 370.000 Fahrzeuge/Jahr, Auslastung 67 %
- Serbien (Kragujevac), 60.000 Fahrzeuge/Jahr, Auslastung 28 %

### Weitere Tochtergesellschaften
- Fiat Powertrain Technologies S.p.A. (FPT) (Motoren-Entwicklung des Konzerns)
- Magneti Marelli Holding S.p.A. (Komponentenzulieferer)
- Teksid S.p.A.
- Comau S.p.A.
- Itedi S.p.A. (Verlagswesen)
- VM Motori S.p.A. (50 %) (Motoren-Entwicklung des Konzerns)
- La Stampa (Tageszeitung)

Hinzu kommen mehrere hundert Produktions- und Vertriebs-Gesellschaften.

## Filme (Auswahl)
- Fiat – Die ungewöhnliche Sozialgeschichte einer Autofabrik. Dokumentation, ca. 45 Minuten; Regie: Michael Busse, Maria-Rosa Bobbi; Erstausstrahlung ARTE/WDR: 16. Juni 2004